# Herman Cameron Norman
Herman Cameron Norman, CB [1920], CSI [1919], CBE [1917] (* 8. Juni 1872 in London; † 8. September 1955 ebenda) war ein britischer Diplomat.

## Leben
Norman war der Sohn des Charles Lloyd Norman und dessen Frau Julia, einer Tochter von Charles Hay Cameron und Julia Margaret Cameron sowie ein Cousin von Virginia Woolf.
Er studierte am Eton College und am Trinity College in Cambridge und trat 1894 in den auswärtigen Dienst „Her Majesty’s Diplomatic Service“ ein. 1896 war er zunächst 3. Sekretär, ab 1900 2. Sekretär und ab 1907 1. Sekretär. Er fungierte in den Jahren 1912 bis 1913 als Sekretär bei der Konferenz der Türkei und der alliierten Balkanstaaten, wurde 1914 Berater und 1919 bevollmächtigter Minister. Bis 1916 war er in Kairo, Konstantinopel, Washington, D.C., Sankt Petersburg, Buenos Aires und Tokio tätig. Er nahm 1907 bis 1908 als Sekretär an der internationalen Kommission zur Schlafkrankheit und 1908 als Generalsekretär der International Naval Conference in London teil. Als Gesandter reiste er zur Pariser Friedenskonferenz 1919 und war von Mai 1920 bis Oktober 1921 Gesandter in Teheran.
In einem Telegramm vom 8. Januar 1921 empfahl er die Evakuierung aller europäischen und amerikanischen Frauen und Kinder und all jener deren Anwesenheit nicht unbedingt erforderlich ist. George Curzon, 1. Marquess Curzon of Kedleston weigerte sich ihn bei seiner Rückkehr nach London zu empfangen. Norman wurde eine Mission in Santiago de Chile angetragen, welche er ablehnte. Er wurde 1921 in den Ruhestand versetzt. Von 1926 bis 1929 war er Mitglied der Royal Commission on Local Government. Von 1925 bis 1939 war er Camerieri d’Onore di Spada e Cappa von Pius XI. und 1939 bis 1955 von Pius XII.

## Ehrungen
- Krönungsmedaille King Eduard VII.
- Krönungsmedaille King George V.; verbunden mit einer besonderen Mission zur Teilnahme an der Krönung des Kaisers Taishō von Japan
- 1915: Orden des Heiligen Schatzes
- Silbermedaille und  Goldenes Kreuz Benemerenti
- Knight of Magistral Grace des Malteserordens[1]